# 巴勒塔尔
巴勒塔尔（德語：Bahretal，意为“巴勒河谷”）是德国萨克森州的一个市镇，隶属于萨克森施韦茨-东厄尔士山县。总面积为36.46平方千米，截至2020年总人口为2159人。